# Кулемина, Светлана Викторовна
Светлана Викторовна Кулемина (3 апреля 1972, Кимовск, Тульская область, РСФСР) — российский композитор, автор-исполнитель, певица. Лауреат телевизионного фестиваля «Песня года».

## Биография
Светлана Кулемина родилась 3 апреля 1972 года в Кимовске.
В 1987 году окончила среднюю школу и музыкальную школу по классу фортепиано. В 1991 году окончила Новомосковское музыкальное училище (музыкальный колледж) по классу теория музыки.
После окончания колледжа Светлана работала в Москонцерте с музыкальным коллективом в качестве певицы и клавишницы, в продюсерском центре «Теле-Шанс» как автор песен и аранжировщик. Также работала в студиях Москвы и Тулы, параллельно занималась преподавательской деятельностью в МКОУ «СОШ N 7» им. Н. В. Кордюкова (кружок эстрадного пения) и в МКОУ ДОД Центр внешкольной работы в г. Кимовск.
Светлана Кулемина является автором песен для таких артистов, как Алла Пугачёва, Лайма Вайкуле, Валерий Леонтьев, Лариса Долина, Таисия Повалий, Николай Басков, Оля Полякова и др. Как автор песен, Кулемина является лауреатом премий «Песня года» и «Золотой граммофон».
Написанная Светланой песня «Люли», в исполнении Оли Поляковой, стала хитом, поднявшись в топ-10 радиочартов Украины. По итогам 2014 года песня стала восьмой самой разыскиваемой в интернете, а также получила звание «Песня года 2014» от телеканала «Интер».
В настоящее время Светлана Кулемина пишет песни к телевизионным проектам, а также принимает участие в качестве жюри в музыкальных телевизионных конкурсах, занимается преподавательской деятельностью.

## Признание

### «Песня года»
- 2001 — «Легкой джазовой походкой», исполняет Лайма Вайкуле (так же эта песня удостоилась одноименного звания в телепередаче «Достояние республики»);

- 2003 — «Танцуй», исполняет Валерий Леонтьев, музыка и слова Светлана Кулемина;

- 2004 — «На разных остановках судьбы», исполняет Валерий Леонтьев, музыка и слова Светлана Кулемина;

- 2013 — «Дважды», исполняет Жасмин, музыка Светлана Кулемина, слова К. Губин;

- 2014 — «Люли», исполняет Оля Полякова[8].

### «Золотой граммофон»
- 2009 — «Служебный роман», исполняет Наталья Сенчукова.

## Творчество

### Исполнители
- Лайма Вайкуле — «Лёгкой джазовой походкой», «День Св. Валентина», «Рождественские штучки», «Милый, чао»;

- Валерий Леонтьев — «Танцуй», «На разных остановках судьбы», «Стоп, снег!», «Солнечный пляж»;

- Алла Пугачёва — «Давай дружить» (дуэт с Николаем Басковым), «К счастью на выстрел», «Похолодание»[9];

- Николай Басков — «Давай дружить» (дуэт с Аллой Пугачевой), «Миром правит любовь», «Девчонки»;

- Алёна Апина — «Зима», «12 месяцев», «Рябина»;

- Лариса Долина — «Роза», «Лето — это..»;

- Виктор Рыбин, Наталья Сенчукова (дуэт РВСН) — «Осень»;

- Наталья Сенчукова — «Служебный роман», «Все шоколадно», «Сахарная вата»;

- Жасмин — «Ночь», «Дважды»;

- Сергей Пенкин — «Ангел», «Не спеши терять», «Счастье близко», «Толкни меня ввысь»;

- Ольга Стельмах — «Конфетно-букетный»

- Светлана Лазарева — «Подари», «Бубликов»;

- Оля Полякова — «Люли», «Любовь-морковь», «Красавица-Москва»;

- «Непара» — «Сердце пополам»;

- Елена Воробей — «Замечталась»;

- Любовь Труфанова — «Стоп, любовь, стоп!», «Не спеши терять», «На одной высоте»;

- Елена Князева — «Так нежно», «Круто на футболе», «Принцесса»;

- Таисия Повалий — «Знай»;

- Женя Отрадная — «Облака плывут в Москву» (саундтрек к сериалу «Принцесса и нищенка»);

- «Ласкала» — «Веселое лето»;

- Виктория Чайковская — «Остывшее счастье», «Револьвер»;

- Ирсон Кудикова — «Остывшие мечты»;

- Марина Лях, Валерий Никитин, А.Горбачева, Арина и «Размер» project, Вилена, Юлика и др.

### Видеоклипы
- Музыкальная заставка к телепередаче «Барышня и Кулинар» в исполнении Анны Семенович;

- Жасмин — «Ночь», «Дважды»;

- Наталья Сенчукова — «Служебный роман», «Все шоколадно», "Сахарная вата;

- Марина Лях — «Июльские дожди»;

- «Ласкала» — «Веселое лето»

- Елена Князева — «Круто на футболе»;

- Лариса Долина — «Лето», «Роза»;

- Оля Полякова — «Люли», «Любовь-морковь»;

- Сергей Пенкин — «Хочешь поспорим», «Счастье близко»;

- Борис Моисеев — «Тетя на Тойоте»;

- Герр Антон и Антониа Клименко — «Ты свободен»;

- Виктория Чайковская — «Револьвер»;

- группы Арина и «Размер» project — «Апельсиновый сок»;

- Светлана Кулемина — «В каюте капитана»;

- Дуэт Сафари — «Тонкие линии».